# Entadopsis abyssinica
Entadopsis abyssinica là một loài thực vật có hoa trong họ Đậu. Loài này được (Steud. ex A. Rich.) Gilbert & Boutique mô tả khoa học đầu tiên năm 1952.